# Linciaggio di Michael Donald
 Il linciaggio di Michael Donald a Mobile, in Alabama, il 21 marzo 1981, è stato uno degli ultimi linciaggi di cui si abbia notizia negli Stati Uniti.

## La vittima
Michael Donald (Mobile, 29 maggio 1962 – Mobile, 21 marzo 1981) è stato una delle numerose vittime del nuovo Ku Klux Klan negli anni ottanta. Due appartenenti all'organizzazione di stampo razzista lo massacrarono e appesero il suo corpo ad un albero a Mobile. Era il più giovane di sei figli di Beulah Mae (Greggory) Donald e David Donald. Frequentò le scuole locali e nel 1981, studiava in un istituto tecnico, mentre lavorava al giornale locale, il Mobile Press Register.
Donald è cresciuto in una città e in uno stato influenzati dall'approvazione, a metà degli anni '60, della legislazione federale sui diritti civili, che pose fine alla segregazione razziale e garantì la supervisione federale e l'applicazione del diritto di voto. Gli afroamericani poterono di nuovo partecipare alla politica nel Sud; la possibilità di registrarsi per votare significava anche che potessero essere selezionati per le giurie.

## Storia
Nel 1981 a Mobile un uomo di colore, Josephus Anderson, venne accusato di aver ucciso un poliziotto bianco durante una rapina. L'impossibilità della giuria di esprimere un verdetto unanime causò l'annullamento del processo; questa situazione si sarebbe verificata anche nelle due successive ripetizioni del procedimento, prima che Anderson venisse infine giudicato colpevole di omicidio nel 1985 e condannato all'ergastolo (in un ulteriore procedimento sulla stessa vicenda verrà condannato anche per aggressione e rapina). 
All'annullamento del primo processo a Mobile nel 1981, l'Unità 900 della United Klans of America (organizzazione membra del Ku Klux Klan) sostenne che ciò fosse avvenuto per via della presenza di afro-americani nella giuria; dalla metà degli anni '60 la legislazione federale sui diritti civili approvata in Alabama aveva posto fine alla segregazione razziale, conferendo quindi agli afro-americani il diritto di voto (e con esso la possibilità di presiedere ai processi come membri della giuria). 
Ad un raduno precedente l'annullamento del 1981 Bennie Jack Hays, secondo membro più alto in grado dello United Klans of America in Alabama, dichiarò pubblicamente che "Se un uomo di colore può uccidere impunemente un uomo bianco, allora [noi] dovremmo poter uccidere impunemente un uomo di colore"; la stessa notte dell'annullamento del primo processo, la sua organizzazione diede fuoco a una croce nel prato del tribunale della contea di Mobile.

### L'aggressione a Michael Donald
Dopo il falò della croce il figlio di Bennie Hays, Henry (che all'epoca dei fatti aveva 27 anni) ed il suo amico James Llewellyn "Tiger" Knowles (che aveva appena 17 anni), decisero di mettersi in auto alla ricerca di una vittima di colore da attaccare, armati di una pistola e di una corda. A notte fonda incontrarono il 19enne Michael Donald, che rincasava dopo aver comprato delle sigarette per sua sorella. Michael Donald non aveva niente a che fare con l'omicidio del poliziotto, ma i fratelli Hays si erano proposti di uccidere un nero qualsiasi, da usare come capro espiatorio. I due obbligarono il ragazzo a salire in auto minacciandolo con la pistola, dopo averlo avvicinato fingendo di chiedere delle informazioni. 
Guidarono quindi fino a un bosco in un'altra contea, dove Donald quasi riuscì a scappare dopo aver colpito la mano di Hays, facendogli cadere la pistola: il ragazzo venne però raggiunto e i due iniziarono a colpirlo con un ramo, finché Hays tentò di strangolarlo con la corda che i due avevano portato, mentre Knowles continuava a percuoterlo. Continuarono finché Donald non smise di muoversi: a quel punto Hays gli tagliò la gola tre volte per assicurarsi che fosse morto. Condussero poi il cadavere con loro fino ad un quartiere abitato sia da bianchi sia da neri, e lì lo appesero a un albero in Herndon Street, di fronte a una casa di proprietà del padre di Hays, maggiorente del Klan. Contemporaneamente ai fatti, altri membri del KKK bruciarono case e giardini appartenenti a gente di colore: i responsabili di questi incendi furono arrestati due anni e mezzo dopo.

### Indagini
Le indagini originarie della polizia locale conclusero che l'omicidio di Michael Donald fosse connesso al mondo dello spaccio di droga, ma sua madre Beulah Mae non si arrese e contattò il leader per i diritti civili Rev. Jesse Jackson, che organizzò una marcia di protesta in città e domandò pubblicamente conto delle indagini alla polizia. Ciò determinò un'ulteriore indagine da parte dell'FBI, che però ritenne di dover chiudere senza formalizzare alcun'accusa; a quel punto l'assistente procuratore distrettuale dello Stato, Thomas Figures, chiese ed ottenne dal Dipartimento della Giustizia l'apertura di una nuova indagine federale. Il fratello del procuratore, Michael Figures, era un attivista per i diritti civili e uno degli avvocati della signora Donald. 
Nel 1983 questa indagine si concluse con l'arresto di Hays e Knowles, le cui testimonianze coinvolsero nelle indagini il padre di Hays, Bennie, ed un camionista, Benjamin Franklin Cox, Jr.

### Processi penali e condanne
- Il processo di Henry Hays si concluse con una sentenza di colpevolezza e la pena dell'ergastolo da parte della giuria, ma il giudice decise di emettere la pena capitale; la pena venne eseguita tramite sedia elettrica il 6 giugno 1997,[3][4] facendo di Hays l'unico membro del KKK ad essere condannato a morte per l'omicidio di un afro-americano nel XX secolo, ed il primo in Alabama dal 1913.
- James Knowles testimoniò contrò Hays: 21enne alla fine del suo stesso processo, venne condannato all'ergastolo. Ebbe a dichiarare che l'omicidio era stato commesso "per mostrare la forza del Klan in Alabama". Gli è stato concessa la libertà sulla parola nel 2010.
- Nel 1989 Benjamin Franklin Cox, Jr., il camionista coinvolto dalle testimonianze di Hays e Knowles, fu condannato a 28 anni di prigione per la sua complicità nell'omicidio.
- Bennie Hays, numero due del Klan all'epoca e padre di Henry, venne successivamente accusato e processato per istigazione all'omicidio: il suo procedimento venne sospeso quando il 71enne Hays ebbe un collasso in aula. A seguito di ciò, il giudice disse di non poter che decretarne l'annullamento, ma gli avvocati di Hays si opposero; tuttavia il loro assistito morì per infarto prima che una nuova giuria potesse esser convocata.

### Processi civili e bancarotta del Klan
La causa civile intentata da Beulah Mae Donald, assistita da Morris Dees del SPLC, fu storicamente importante: gli atti prodotti contribuirono all'affinamento della definizione legale di "organizzazione", in base alla quale può esser ritenuta responsabile degli atti compiuti dai suoi membri. Grazie a ciò, il processo non venne interrotto ancora prima di raggiungere la giuria, che nel 1987 decretò un risarcimento da parte della UKA di oltre 7 milioni di dollari. Il pagamento di questo risarcimento determinò la bancarotta della United Klans of America, la cui sede nazionale venne venduta per circa 50.000 dollari in favore di Beulah Mae Donald, che sarebbe deceduta pochi mesi dopo.